# Classe Radetzky
 (janvier 2021).
La classe Radetzky est la cinquième classe de cuirassé Pré-Dreadnought construite pour la marine austro-hongroise. Elle fut la dernière à être lancée entre 1909 et 1910.
Ayant été commandés quelques années avant le déclenchement de la Première Guerre mondiale, les trois cuirassés ont eu une carrière limitée.

## Les unités de la classe
| Nom                           | Lancement         | Chantier naval                         | Fin de carrière                       | Photo |
| ----------------------------- | ----------------- | -------------------------------------- | ------------------------------------- | ----- |
| SMS Radetzky                  | 3 juillet 1909    | Stabilimento Tecnico Triestino Trieste | remis à l'Italie et démoli en 1920-21 |       |
| SMS Erzherzog Franz Ferdinand | 30 septembre 1908 | Stabilimento Tecnico Triestino Trieste | remis à l'Italie et démoli en 1926    |       |
| SMS Zrínyi                    | 12 avril 1910     | Stabilimento Tecnico Triestino Trieste | remis à l'Italie et démoli en 1920-21 |       |

## Histoire
Dès leur genèse, ces cuirassés font l'objet de conflits entre différents services et cercles d'influence en Autriche-Hongrie. En effet, dans la perspective de l'alliance allemande, les militaires qui entourent l'archiduc François-Ferdinand insistent pour une mise au point, et plus encore une livraison rapide, en vue des complications internationales qui se font jour à partir de la crise de 1908, et ce, au détriment de certains aspects opérationnels.
Dans la perspective du réarmement austro-hongrois consécutif à la crise bosniaque de 1908, ils devaient faire office de navire de guerre adaptée à la guerre navale en Adriatique.
Dès 1912, ils ont servi en mer Méditerranée. En 1913, ils ont pris part à une démonstration de force internationale en Mer Ionienne pour protester contre la guerre des Balkans.

Après la déclaration de guerre de l'Italie contre l'Autriche-Hongrie et les Empires centraux en 1915, les trois cuirassés ont bombardé des cibles côtières de la mer Adriatique. Puis par manque de moyen, leurs actions furent minimes jusqu'à la fin du conflit.

À la chute de l'Empire austro-hongrois les navires furent remis à l'Italie comme remboursement de dommages de guerre et furent démantelés entre 1920 et 1926.